# Bandenitz
Bandenitz is een gemeente in de Duitse deelstaat Mecklenburg-Voor-Pommeren, en maakt deel uit van de Landkreis Ludwigslust-Parchim.
Bandenitz telt 483 inwoners.

## Indeling gemeente
De gemeente bestaat uit de volgende Ortsteile:
- Bandenitz
- Besendorf, sinds 1 juli 1950
- Radelübbe, sinds 1 juli 1950